# Nguyễn Tấn Trịnh
Nguyễn Tấn Trịnh (20/12/1936 - 17/12/2016) là đại biểu Quốc hội Việt Nam khóa VII, VIII, XII thuộc đoàn đại biểu Quảng Nam. Ông là Kỹ sư, Tiến sĩ; nguyên là Bộ trưởng Bộ Thủy sản thứ nhất trong 15 năm liên tục; nguyên Ủy viên Trung ương Đảng các khóa V, VI, VII, VIII; nguyên Phó Trưởng Ban Kinh tế Trung ương.

## Tiểu sử
Ông Nguyễn Tấn Trịnh sinh ngày 20/12/1936 tại xã Tam Thanh (nay là xã Tam Phú), thị xã Tam Kỳ (nay là thành phố Tam Kỳ), trực thuộc tỉnh Quảng Nam trong một gia đình giàu truyền thống yêu nước. Ông có cha và em trai là liệt sĩ đã hy sinh trong các cuộc kháng chiến chống thực dân Pháp và đế quốc Mỹ, có mẹ được Nhà nước phong tặng danh hiệu Bà mẹ Việt Nam anh hùng. Ông sớm được giác ngộ và hăng hái tham gia phong trào cách mạng.
Từ tháng 07/1952 đến tháng 07/1954, ông là cán bộ tuyên huấn xã.
Từ tháng 07/1954 đến tháng 01/1955, ông là nhân viên liên lạc Huyện uỷ.
Từ tháng 02/1955 đến tháng 12/1956, ông tập kết từ miền Trung ra Bắc, là cán bộ công trình Đường sắt Hà Nội - Lào Cai.
Từ tháng 01/1957 đến tháng 01/1959, ông là cán bộ Ban Kế hoạch - Nhà máy tỉnh Lào Cai.
Ông có bằng Tiến Sĩ chuyên ngành Thủy Sản.

## Hoạt động trong ngành Thủy sản Việt Nam
Năm 09/1959, ông về Ban Kiến thiết nhà máy ắc quy Hải Phòng rồi được cử đi học khoa Thủy sản trường Đại học Nông Lâm (nay là Học viện Nông nghiệp Việt Nam, khoa này cũng là tiền thân của Trường Đại học Nha Trang) tại huyện Gia Lâm, ngoại thành Hà Nội, là sinh viên khóa 1. 
Năm 08/1963, ông tốt nghiệp xuất sắc, được cử làm Giảng viên tại trường , Bí thư Liên chi đoàn, Liên chi uỷ viên.
Tháng 09/1965 đến 08/1965, ông được cử sang Cộng hoà Nhân dân Trung Hoa rồi Liên bang Cộng Hoà Xã Hội Chủ nghĩa Xô Viết (Liên Xô) (cũ) làm Nghiên cứu sinh Chuyên ngành Nông nghiệp, Bí thư Chi bộ lưu học sinh tại Liên Xô.
Tháng 03/1969 đến 04/1973, ông là nghiên cứu sinh tại Trường Tổng hợp Ođécxa, Bí thư Đảng uỷ lưu học sinh tại thành phố Ođécxa.
Năm 1975-1980, được bổ nhiệm làm Phó Bí thư Đảng uỷ trường các khoá V,VI,VII
Năm 03/1975-1978, ông được bổ nhiệm làm Trưởng phòng giáo vụ, Quyền Hiệu trưởng rồi Hiệu trưởng trường.
Khi làm Hiệu trưởng Trường Đại học Thủy sản, ông đã cho chuyển cả hàng nghìn con người cùng hàng trăm tấn thiết bị, từ Hải Phòng vào Nha Trang, Khánh Hòa.
Tháng 11/1978 đến 12/1980, ông được Thủ tướng Phạm Văn Đồng điều động, bổ nhiệm giữ chức Thứ trưởng Bộ Hải sản, ủy viên Đảng đoàn, Phó Bí thư Đảng ủy cơ quan Bộ Hải sản khi 42 tuổi.
Ngày 22/1/1981, ông được bổ nhiệm giữ chức vụ Bộ trưởng Bộ Hải sản kiêm Bí thư Ban Cán sự Đảng bộ trong 3 nhiệm kỳ dài 16 năm, kế nhiệm Bộ trưởng Bộ Hải sản Đỗ Chính.
Năm 1982, tại Đại hội Đảng Cộng sản Việt Nam V, ông được bầu làm Ủy viên dự khuyết Ban Chấp hành Trung ương Đảng Cộng sản Việt Nam khoá Việt nam và được bầu bổ sung chính thức năm 1983.
Khi ông làm Bộ trưởng sản lượng cá khi đó thảm hại tới mức chỉ có 480.000 tấn cá/năm. Bằng những quyết sách bất ngờ, táo bạo, sản lượng, chất lượng của ngành nuôi trồng thủy sản dưới sự dẫn dắt của ông đã tăng tốc.
Từ tháng 1/1986 đến tháng 11/1996, ông liên tục được bầu làm Ủy viên Ban Chấp hành Trung ương Đảng Cộng sản Việt Nam các khóa VI, VII, VIII;
+ Bộ trưởng Bộ Thủy sản (đến 11/1996, được thay bởi Tạ Quang Ngọc).
+ Chủ tịch Liên đoàn Bóng chuyền Việt Nam (VFV) khoá II.
+ Chủ tịch Ủy ban Đoàn kết với nhân dân Li bi (nay là Ủy ban Việt Nam đoàn kết với nhân dân Li bi) thuộc Liên hiệp các tổ chức hữu nghị Việt Nam (VUFO).
+ Chủ tịch Hội Khoa học Kỹ thuật Biển Việt Nam.
Từ 11/1996 đến tháng 12/2006, ông là Ủy viên Ban Chấp hành Trung ương Đảng khóa VIII,
+ Bí thư Đảng uỷ khối Kinh tế Trung ương (nay sáp nhập về Đảng uỷ Khối Doanh nghiệp Trung ương (Việt Nam)).
+ Phó Trưởng ban thường trực Ban Kinh tế Trung ương Đảng Cộng sản Việt Nam.
+ Ủy viên Ban chỉ đạo của Trung ương Đảng thực hiện nghị quyết TW 6, khoá VIII.
+ Chủ tịch Hội Khoa học Kỹ thuật Biển Việt Nam.
Ông nguyên là Đại biểu Quốc hội nước Cộng Hoà Xã Hội Chủ nghĩa Việt Nam các khoá VII (1981-1987); VIII (1987-1992); XII (2007-2011).

## Khen thưởng và Tôn vinh cho những cống hiến
Với những công lao và thành tích đóng góp Đảng, Nhà nước, Cách mạng và Dân tộc, đồng chí Nguyễn Tấn Trịnh đã được Đảng và Nhà nước trao tặng nhiều phần thưởng cao quý như:
- Huy hiệu 55 năm tuổi Đảng (có 56 tuổi đảng).
- Huân chương Độc Lập hạng Nhất.
- Huân chương Lao Động hạng Nhất.
- Huân chương Kháng chiến chống Mỹ cứu nước hạng Ba.
- Bằng khen của Thủ tướng Chính phủ, Tổng Liên đoàn Lao động Việt Nam (VGCL) và các ban, ngành, đoàn thể khác.
- Danh hiệu Chiến sĩ thi đua cấp Ban năm 2002.
- 3 Bằng khen của Ban Kinh tế Trung ương.
- Huy chương (Vì sự nghiệp): Tổ chức xây dựng Đảng, Tổ chức xây dựng Nhà nước, Vì sự nghiệp kiểm tra, Bảo vệ nội bộ, Kinh tế của Đảng, Giai cấp công nhân, Giai cấp nông dân, Phát triển nông nghiệp và nông thôn, Phát triển nghề cá Việt Nam, Bảo vệ an ninh Tổ quốc, Thế hệ trẻ, Giáo dục đào tạo, Giải phóng phụ nữ.
- 10 Kỷ niệm chương vì sự nghiệp ngành Thủy sản.
và nhiều huân, huy chương, kỷ niệm chương, giải thưởng, giấy khen, bằng khen cao quý khác.

## Cuộc sống sau nghỉ hưu
Đến năm 2013, ông được Đảng, Nhà nước cho nghỉ hưu theo chế độ. 
Sau khi nghỉ hưu, ông tiếp tục tham gia vào Ban lãnh đạo Hội Người cao tuổi Việt Nam.Tháng 01/2007 đến năm 2011, ông là Chủ tịch Hội Người cao tuổi Việt Nam khoá III kiêm Bí thư Đảng uỷ cơ quan Hội Người cao tuổi Việt Nam.
Sau nghỉ hưu theo chế độ, ông thường trú tại số 17 phố Huỳnh Thúc Kháng, phường Láng Hạ, quận Đống Đa, thành phố Hà Nội. Tại đây, ông sống cùng người vợ là Trịnh Thị Thanh Ninh cho đến cuối đời. Bà cũng từng đi kháng chiến chống Mỹ và được Nhà nước tặng thưởng Huân chương Kháng chiến hạng Nhì. Sau khi tang lễ của ông diễn ra 2 năm (2018), bà chuyển đi nơi khác.

## Tang lễ
Do tuổi cao sức yếu, đồng chí đã từ trần hồi 20h50 ngày thứ năm 17/12/2016, tức ngày 24/11 năm Bính Thân tại Bệnh viện Hữu Nghị, hưởng thọ 80 tuổi.
Ban Kinh tế Trung ương Đảng Cộng sản Việt Nam thay mặt Ban Chấp hành Trung ương Đảng Cộng sản Việt Nam, Ủy ban thường vụ Quốc hội, Bộ Nông nghiệp và phát triển nông thôn, Trung ương Hội Người cao tuổi Việt Nam cử hành trọng thể lễ tang đồng chí Tiến sĩ Nguyễn Tấn Trịnh - nguyên uỷ viên Trung ương Đảng, nguyên Bộ trưởng Thủy sản, nguyên Phó trưởng ban thường trực Ban Kinh tế Trung ương theo nghi thức lễ tang cấp cao.
Tổng bí thư Nguyễn Phú Trọng; Thủ tướng Nguyễn Xuân Phúc; các Phó thủ tướng Trương Hoà Bình, Vũ Đức Đam, Vương Đình Huệ, Phạm Bình Minh; nguyên Tổng bí thư Lê Khả Phiêu, Nông Đức Mạnh; nguyên Chủ tịch nước Trần Đức Lương đã gửi vòng hoa viếng đồng chí Tiến sĩ Nguyễn Tấn Trịnh.
-Đoàn Ban Bí thư Ban Chấp hành Trung ương Đảng Cộng sản Việt Nam do đồng chí Nguyễn Văn Nên, Bí thư Trung ương Đảng, Chánh văn phòng Trung ương Đảng làm trưởng đoàn vào viếng.
-Đoàn Chủ tịch nước do Chủ tịch nước Trần Đại Quang làm trưởng đoàn vào viếng.
-Đoàn Chính phủ do Phó thủ tướng Trịnh Đình Dũng làm trưởng đoàn vào viếng.
-Đoàn Ban kinh tế TW do Phó Trưởng ban thường trực Ban Kinh tế TW Cao Đức Phát làm trưởng đoàn vào viếng.
-Đoàn Trung ương Hội người cao tuổi Việt Nam do Chủ tịch Hội Người cao tuổi Việt Nam Phạm Thị Hải Chuyền, làm trưởng đoàn vào viếng.
Và các bộ, ban, ngành, đoàn thể từ Trung ương đến Địa Phương bao gồm Hội Người cao tuổi các tỉnh thành phố như: Hà Nội, Ninh Bình, Đà Nẵng, Hải Phòng, Quảng Ninh, Quảng Nam,...đã đến viếng và chia buồn cùng gia đình.
Lễ viếng được tổ chức từ 7h30 ngày 22/12/2016; Lễ truy điệu bắt đầu từ 9h45 cùng ngày tại Nhà Tang Lễ Quốc gia số 5 Trần Thánh Tông, quận Ba Đình, thành phố Hà Nội. Di hài của đồng chí an táng tại Nghĩa trang Mai Dịch, Hà Nội.

## Đánh giá
🇻🇳 - Chủ tịch nước Trần Đại Quang viết trong sổ tang tại lễ viếng:" 
Chủ tịch nước CHXHCN Việt Nam vô cùng thương tiếc đồng chí Nguyễn Tấn Trịnh, nguyên Ủy viên Trung ương Đảng các khoá V, VI, VII, VIII; nguyên Đại biểu Quốc hội các khoá VII, VIII, XII; nguyên Bộ trưởng Bộ Thủy sản; nguyên Phó Trưởng ban thường trực Ban Kinh tế Trung ương. Đồng chí Nguyễn Tấn Trịnh sinh trưởng trong một gia đình có công với cách mạng, có cha và em trai là liệt sỹ, mẹ được Nhà nước phong tặng danh hiệu Bà mẹ Việt Nam anh hùng. Bản thân đồng chí có nhiều đóng góp quan trọng cho sự nghiệp xây dựng và bảo vệ Tổ quốc, được Đảng, Nhà nước trao tặng nhiều phần thưởng huân, huy chương cao quý, huy hiệu 55 tuổi Đảng. Chúc đồng chí yên nghỉ cõi vĩnh hằng và xin bày tỏ chia buồn sâu sắc tới gia quyến, bạn bè, đồng chí, đồng nghiệp từng gắn bó trong suốt cuộc đời hoạt động cách mạng của đồng chí Nguyễn Tấn Trịnh".
🇻🇳 - Bà Phạm Thị Hải Chuyền, Chủ tịch Hội Người cao tuổi Việt Nam viết trong sổ tang:" Vô cùng thương tiếc đồng chí Nguyễn Tấn Trịnh. Xin được chia buồn cùng gia quyến. Chúc đồng chí an nghỉ nơi suối vàng. Hội Người cao tuổi Việt Nam mãi mãi ghi nhớ công lao và tình cảm của đồng chí với Hội và những người cao tuổi".